# Silická planina
Silická planina je největší planina Slovenského krasu, je také nejbohatší na krasové jevy. Má rozlohu asi 150 km² a rozprostírá se v jeho centrální, resp. jižní části. Nachází se na území dvou států - Slovenska a Maďarska. Její povrch tvoří vlastní náhorní vápencová plošina. V severní části dosahuje maximální výšky okolo 679 m n. m. (Malý vrch), v jižní okolo 500 m n. m. Území planiny je ze západu velmi ostře ohraničené kaňonem Slané, z jihu Rimavskou kotlinou, ze severu ohraničení tvoří strmé stráně, které oddělují planinu od Rožňavské kotliny. Od východu od planiny Horný vrch je Silická planina geomorfologicky oddělená Jablonovským sedlem, resp. západním koncem Turnianské kotliny. Od planiny Dolný vrch ji odděluje výrazný zlom - rozhraní na povrch vystupujících werfénských hornin (břidlice spodního triasu) a wettersteinských vápenců v oblasti vyvěračky Studna nedaleko hradního buku.
Silická planina má vytvořené prakticky všechny formy typického krasového a zčásti i fluvikrasového reliéfu. Výškové rozdíly mezi jednotlivými planinami jsou značné, celkový výškový rozdíl jejich plošin činí v průměru od 80 - 100 m.
Na povrchu je řada hlubokých a širokých závrtů a škrapových polí. Nachází se zde řada svou výzdobou a vykopávkami významných jeskyní: Jeskyně Domica, Gombasecká, Krásnohorská, Ardovská či Silická jeskyně. Je zde i řada propastí: Brázda, Velká Buková, Malý Žomboj, Silická lednice, Bezedná lednice a další.
Na horní části planiny nejsou v podstatě žádné vodní toky, na samotné planině se nachází dvě obce Silica a Silická Brezová.